# Sølsnes
Sølsnes est un hameau et un terminal de ferry appartenant à la commune de Molde, comté de Møre og Romsdal. C'est à Sølsnes que se situe l'église de Veøy (construite en 1907). Le hameau est desservi par la route nationale 64.

## Description
Sølsnes est un village de la municipalité de Molde, dans le comté de Møre og Romsdal, en Norvège. Le village est situé sur la péninsule de Romsdal à 34 m au-dessus du niveau de la mer , au confluent du Karlsøyfjorden et du Langfjorden. Le village de Nesjestranda se trouve à environ 2,5 km au nord de Sølsnes. L'ancienne église de Veøy se trouve sur l'île de Veøya, au large de Sølsnes. Cette église est  un musée et a été remplacée en 1907 par une nouvelle église de Veøy, construite à Sølsnes.

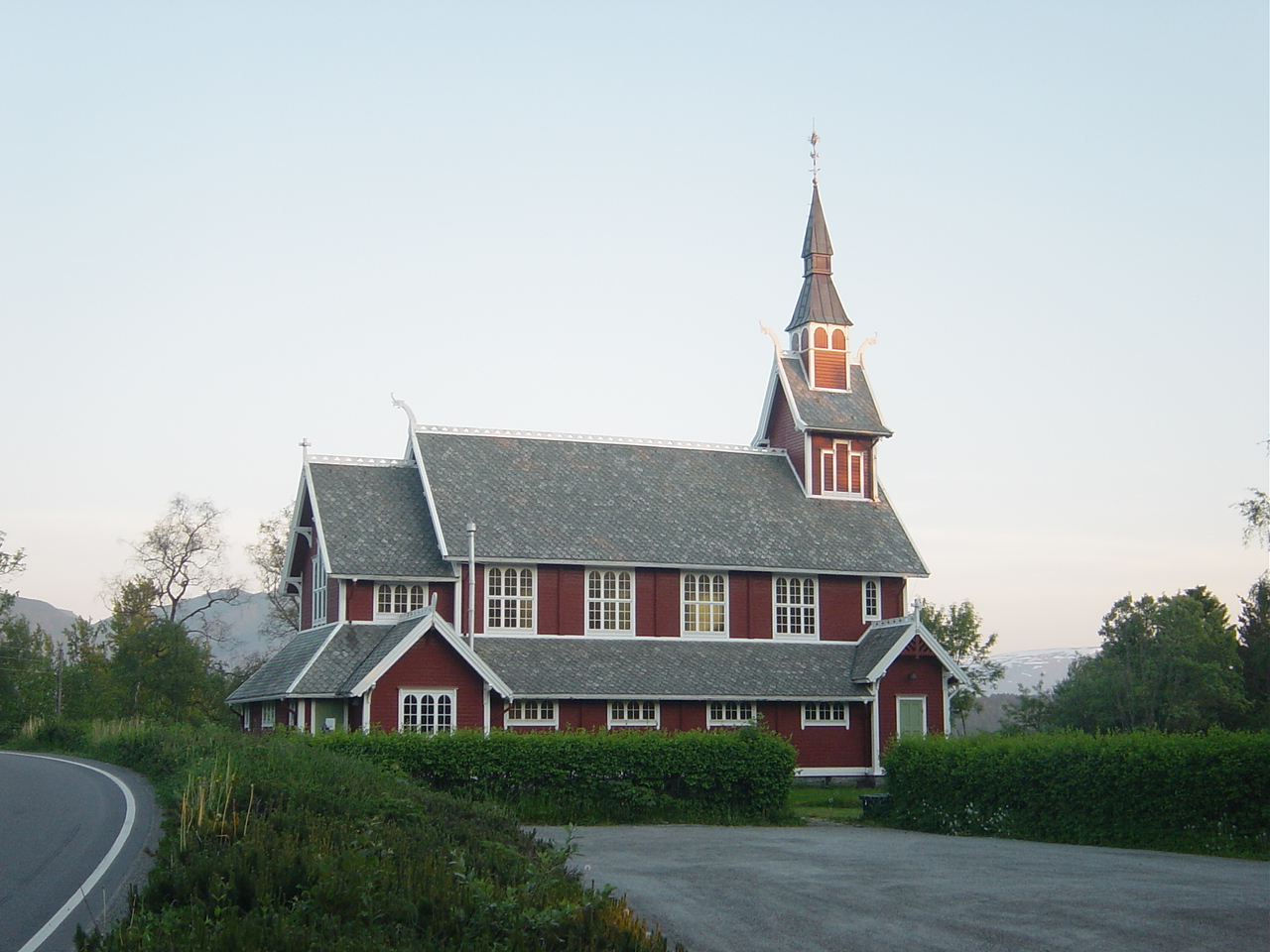
L'église de Veøy

La route nationale 64 traverse le village jusqu'à l'embarcadère du ferry situé au sud du village. Le ferry traverse le Langfjorden vers le sud et relie le village d'Åfarnes dans la municipalité de Rauma. Le projet de tunnel du Langfjord prévoit son entrée nord près de Sølsnes, remplaçant ainsi le ferry Sølsnes-Åfarnes.